# EESE
EESE是一個香港已結業的網上購物平臺，於2021年12月開業，並在2022年7月停止營運。
2021年12月1日，EESE正式開業。EESE由香港科技探索旗下Shoalter Technology Limited提供技術支援，並由I.T負責營運。EESE有超過1000個商戶陸續加盟，上架貨品多達10萬款。
2022年7月12日，EESE停運，開業時間只有7個多月。EESE的Facebook專頁和Instagram官方帳戶亦被刪除。

## 外部連結
- EESE （页面存档备份，存于）